# Rolf Peterson
Rolf Peterson (ur. 11 maja 1944 w Halmstad) – szwedzki kajakarz. Dwukrotny medalista olimpijski.
Pierwszy medal olimpijski wywalczył w Tokio w 1964, kiedy to zwyciężył w jedynce na dystansie 1000 metrów. Osiem lat później na tym samym dystansie zdobył srebrny medal. Dwukrotnie, w 1970 i 1971 był mistrzem świata w dwójce. W 1964 został uhonorowany nagrodą Svenska Dagbladets guldmedalj.

## Starty olimpijskie (medale)
Tokio 1964
- K-1 1000 m – złoto

Meksyk 1968
Monachium 1972
- K-1 1000 m – srebro